# Laurence Sickman
Laurence Chalfant Stevens Sickman (1907–1988) amerikai művészettörténész, sinológus.

## Élete és munkássága
Sickman a Harvard Egyetemen szerzett diplomát 1930-ban. Mivel egyetemi évei alatt kínaiul is megtanult, Kínába utazgatott. Ezt követően a Kansas Cityben található Nelson–Atkins Múzeum William Rockhill Nelson Galériájában tanulmányozta a kínai festményeket, szobrokat, bútorokat. Később ösztöndíjjal ismét Kínába utazott és immár a múzeum számára vásárol műtárgyakat. 1931-ben a múzeum munkatársa lett, majd 1935-ben kinevezték a kínai művészeti részleg kurátorának. 1953-tól 1977-ig pedig a múzeum igazgatója volt.

### Főbb művei
- The Art and Architecture of China (Alexander Coburn Soperrel). Baltimore, Maryland: Penguin Books, 1956